# Episodi di Victorious (terza stagione)
La terza stagione della serie televisiva Victorious è stata trasmessa per la prima volta negli Stati Uniti dal 28 gennaio al 30 giugno 2012 su Nickelodeon. In Italia è stata trasmessa in prima visione assoluta dal 20 settembre 2012 al 28 febbraio 2013 su Nickelodeon, in chiaro dal 2013 su Rai Gulp in prima visione e successivamente in replica su Super!.
La stagione è composta da 13 episodi, ma molte fonti ne riportano 12 perché negli Stati Uniti la Nickelodeon ha deciso di trasmettere gli episodi 315 e 316 (vedi i codici di produzione) come un unico episodio. Il primo episodio della stagione è Amici in punizione perché Il Natale di Tori, destinato a essere il primo episodio della terza stagione, è stato invece trasmesso nella seconda senza rispettare l'ordine di trama. Per motivi incomprensibili, infatti, la Nickelodeon non ha rispettato i codici di produzione che stabiliscono l'ordine di trama degli episodi, trasmettendo le puntate in disordine. In particolare, i 27 episodi che per codice di produzione erano destinati alla terza stagione sono stati ripartiti, trasmettendo 1 episodio durante la seconda stagione e 13 durante la terza stagione effettiva. I restanti 13 episodi invece sono stati usati per costituire la quarta stagione della serie.
| nº | Cod. di prod. | Titolo originale        | Titolo Italiano               | Prima TV USA     | Prima TV Italiana |
| -- | ------------- | ----------------------- | ----------------------------- | ---------------- | ----------------- |
| 1  | 302           | The Breakfast Bunch     | Amici in punizione            | 28 gennaio 2012  | 28 settembre 2012 |
| 2  | 307           | The Gorilla Club        | Il Gorilla Club               | 4 febbraio 2012  | 15 novembre 2012  |
| 3  | 303           | The Worst Couple        | La coppia peggiore            | 11 febbraio 2012 | 27 settembre 2012 |
| 4  | 304           | André's Horrible Girl   | La terribile ragazza di André | 18 febbraio 2012 | 23 ottobre 2012   |
| 5  | 305           | Car, Rain & Fire        | Acqua e fuoco                 | 25 febbraio 2012 | 25 ottobre 2012   |
| 6  | 306           | Tori & Jade's Play Date | L'appuntamento di Jade e Tori | 3 marzo 2012     | 15 novembre 2012  |
| 7  | 311           | April Fools' Blank      | Pesce d'aprile                | 24 marzo 2012    | 14 febbraio 2013  |
| 8  | 308           | Driving Tori Crazy      | Passaggi per Tori             | 14 aprile 2012   | 11 dicembre 2012  |
| 9  | 309           | How Trina Got In        | L'ammissione di Trina         | 5 maggio 2012    | 13 dicembre 2012  |
| 10 | 315           | Tori Goes Platinum      | Tori ai Platinum Music Awards | 19 maggio 2012   | 11 ottobre 2012   |
| 11 | 316           | Tori Goes Platinum      | Tori ai Platinum Music Awards | 19 maggio 2012   | 11 ottobre 2012   |
| 12 | 310           | Crazy Ponnie            | Ponnie la pazza               | 9 giugno 2012    | 1 febbraio 2013   |
| 13 | 313           | The Blonde Squad        | La squadra delle bionde       | 30 giugno 2012   | 28 febbraio 2013  |

## Amici in punizione
- Titolo originale: The Breakfast Bunch
- Diretto da: Steve Hoefer
- Scritto da: Dan Schneider e Jake Farrow

### Trama
Questo episodio è una parodia del film del 1985, Breakfast Club (film). Dopo aver fatto tardi a scuola, Tori e suoi amici devono trascorrere il sabato in punizione. Nell'episodio vi sono numerosi riferimenti al film, come frasi e scene di danza. I dialoghi inappropriati invece sono modificati.
- Canzoni presenti: Don't You (Forget About Me) (Victoria Justice)

## Il Gorilla Club
- Titolo originale: The Gorilla Club
- Diretto da: Steve Hoefer
- Scritto da: Dan Schneider e Warren Bell

### Trama
Quando Tori fa il provino per un film, Sikowitz e Cat rimangono divertiti della sua performance visto che lei non ha il giusto carattere per interpretare il ruolo di una ragazza difficile perché troppo tenera. Dopo averle detto di dover correre dei rischi, gli amici le suggeriscono "Il Gorilla Club", un club sotterraneo pericoloso. Avendo partecipato a diversi giochi difficili, Tori riesce a dare la giusta interpretazione al provino. Jade le suggerisce di sfidare il gorilla, rubargli le banane e riportarle a terra. Riesce nell'intento, ma viene aggredita dal gorilla causandole alcune fratture. Durante il provino i giudici dicono che l'avrebbero presa se non fosse stato per l'infortunio. Intanto Jade fa una scommessa con André e Robbie in cui se avessero perso avrebbero dovuto fare la "Hammer Dance" ogni volta che lei lo dicesse. I due ragazzi sono costretti a fare questo ballo svariate volte.

## La coppia peggiore
- Titolo originale: The Worst Couple
- Diretto da: Adam Weissman
- Scritto da: Dan Schneider e Matt Fleckenstein

### Trama
Sinjin organizza un gioco a quiz per coppie, ma durante la serata di presentazione i concorrenti scelti vengono scartati perché ritenuti "brutti". Il ragazzo fa così giocare i suoi amici: l'unica coppia vera è quella composta da Jade e Beck, mentre Cat gareggia insieme ad André e Robbie partecipa con Tori. Nel corso del gioco, Beck finisce per litigare con Jade e i due ricevono il premio per la peggior coppia: la loro discussione continua a scuola, facendo svenire Cat per le urla. Tori (che nel frattempo ha problemi con il suo cellulare, decidendo di comprarne un altro) invita i ragazzi, tranne Beck e Jade, a casa sua per giocare a carte: la coppia si presenta comunque, con gli altri che rivelano di non averli invitati per i loro continui litigi. Ne nasce una nuova discussione, con Jade che si allontana ricattando Beck: lui vorrebbe correrle dietro, ma Trina cerca di fermarlo. Il ragazzo decide così di rimanere a casa di Tori, lasciando quindi la fidanzata: la mattina successiva, i ragazzi scoprono dai loro profili che la coppia si è ufficialmente sciolta.

## La terribile ragazza di André
- Titolo originale: Andre's Horrible Girl
- Diretto da: Steve Hoefer
- Scritto da: Dan Schneider e Warren Bell

### Trama
Tori informa che la nuova ragazza di André, Hope Quincy, è prepotente ed è infastidita che lui debba cambiare per lei. André le dice che la frequenta solamente perché suo padre, Shawn Quincy, è un famoso produttore discografico. Lui vorrebbe rompere con lei poiché non le piace, ma vuole cantare al suo compleanno davanti a suo padre di modo che possa notarlo. Dopo la sua rottura con Beck, Jade decide di aiutare Cat a guardare il cane della madre del suo capo. Le cose vanno storte quando Jade accidentalmente rompe la chitarra del capo autografata da Elvis Presley, così chiamano Robbie e Beck perché le possano aiutare. Ma Jade e Beck sono scomodi insieme nella stessa casa, dato che da poco si sono lasciati. Quando arriva il capo della madre di Cat, i ragazzi cercano in tutti i modi di non farlo entrare, ma all'improvviso arriva un terremoto che danneggia la casa così si giustificano dicendo che è stato il terremoto a distruggere la chitarra. Durante l'esibizione di Tori e André, il terremoto interrompe lo spettacolo e un pezzo dell'insegna del locale cade sulla ragazza di André; quando la ragazza di André viene portata via in ambulanza, suo padre dice ad André che ha del talento.
- Canzoni presenti: "Countdown" (Victoria Justice e Leon Thomas III)

## Acqua e fuoco
- Titolo originale: Car, Rain & Fire
- Diretto da: Russ Reinsel
- Scritto da: Dan Schneider e Jake Farrow

### Trama
Mentre Jade e Tori accompagnano Cat in auto per portarla a San Diego dove si trova la casa della sua attrice preferita, Mona Patterson, per porle omaggio, visto che pensa che sia morta dopo aver letto una notizia, intanto Beck, André e Robbie fanno uno scherzo a Trina fingendo di combattere tra di loro per il suo amore. Una volta arrivate a San Diego le tre amiche scoprono che la donna non è morta e che quella notizia intitolata: "Mona Patterson raggiunge i morti" è solo il nome di una nuova serie TV in cui la donna è una dei protagonisti. Così, infastidita, l'attrice butta fuori Tori, Cat e Jade da casa sua colpendole con un fucile ad acqua. Una volta tornate a Los Angeles, Tori e Cat, accendendo il televisore, scoprono che la casa dell'attrice è stata travolta da un incendio causato da una candela profumata che Cat le aveva lasciato davanti alla porta e che la donna è ricoverata in un ospedale.
- Special Guest Star: Shirley Jones (Mona Patterson).

## L'appuntamento di Jade e Tori
- Titolo originale: Tori and Jade's Playdate
- Diretto da: Adam Weissman
- Scritto da: Dan Schneider e Matt Fleckenstein

### Trama
Tori e Jade devono rappresentare una coppia sposata, un compito che sfida le loro doti di attrici e la loro mancata amicizia. Sikowitz fissa loro un appuntamento al ristorante di pesce Nozu e per far sì che esse non riescano a scappare chiede a Sinjin e ad un altro ragazzo di tenerle sotto controllo fino a quando non se ne dovranno andare (ovviamente sotto le istruzioni di Sikowitz). Durante il loro appuntamento incontrano due ragazzi che non le lasciano in pace. Tori e Jade, così, decidono di dare una tregua alle loro quotidiane litigate e insieme salgono sul piccolo palco scenico che è presente nel ristorante, cantano "Take a hint" e riescono a intimorire i ragazzi che ad un certo punto se ne vanno e le due ne sono felici. Intanto, Cat e Robbie avviano un'impresa commerciale in cui cantano alle persone notizie negative vedendole in una maniera ottimista. Il giorno dopo Jade e Tori riescono ad avere un'ottima valutazione dagli insegnanti per la loro recitazione, ma i due ragazzi della sera prima ritornano e Jade e Tori non riuscendo a sopportare due rompiscatole del genere scappano.
- Canzoni presenti: "Take A Hint" (Victoria Justice e Elizabeth Gillies)
- Nota: in questo episodio la sigla non è quella della terza stagione, ma della seconda.

## Pesce d'aprile
- Titolo originale: April Fools Blank
- Diretto da: Russ Reinsel
- Scritto da: Dan Schneider e Matt Fleckenstein

### Trama
Quando arriva il Pesce d'aprile, Tori si rende conto che nessuno lo celebra alla Hollywood Arts, ma è completamente ignara di alcuni eventi e avvenimenti folli intorno a lei. Alla fine Tori e i suoi amici cantano una canzone e Tori ringrazia tutti i produttori di Victorious e il cast.
- Canzoni presenti: Shut Up and Dance (Victorious Cast)

## Passaggi per Tori
- Titolo originale: Driving Tori Crazy
- Diretto da: Russ Reinsel
- Scritto da: Dan Schneider e Matt Fleckenstein

### Trama
Nel quartiere di Tori stanno girando un film, quindi per andare a scuola Tori è costretta a stare 40 minuti in macchina con Trina, invece di andare da sola in 5 minuti. Ma Trina si rivela molto fastidiosa chiedendo a Tori di depilarle le ascelle e le gambe e alzando la temperatura a più di 40 gradi. Dopo il primo giorno con Trina, Tori si rifiuta di riandare con lei e prova ad andare in macchina con Beck che però accompagna anche un gruppo di ragazze odiose con le quali Tori finisce per litigare. Con André invece è sua nonna a creare problemi. Con Robbie non va meglio visto che guida una lenta macchina a pedali. Allora Tori prova ad andare con Jade che cerca di attraversare il letto del torrente del bosco, ma Tori salta fuori dall'auto prima di entrare in acqua. Dopodiché viene inseguita da un castoro e corre per 11 miglia fino a scuola. Nel frattempo, Cat utilizza una nuova app chiamata "Tap It!", una società di invio di coupon online. Trova un'offerta in cui un autobus per feste può portare Tori a scuola con uno sconto del 90%. Quando i ragazzi salgono sull'autobus, scoprono che il loro autista è "Dr. Rhapsody", un rapper degli anni '90. L'episodio si conclude con il Dr. Rhapsody che mette il suo unico singolo di successo "Five Fingaz (To The Face)" e il gruppo che canta la versione karaoke.
- Canzoni presenti: "Five Fingaz (To the Face)" (Victorious Cast)

## L'ammissione di Trina
- Titolo originale: How Trina Got In
- Diretto da: Russ Reinsel
- Scritto da: Dan Schneider e Christopher J. Nowak

### Trama
Cat è curiosa di sapere come abbia fatto Trina a superare il provino, dato che non ha nessun talento, e allora i ragazzi raccontano varie versioni della storia. Il primo a raccontare come, secondo lui o lei, Trina sia riuscita ad entrare nella "Hollywood Arts" è André per il quale secondo delle voci, Trina inizialmente possedeva del talento e una voce fantastica, e riuscì a superare il test di ammissione alla "Hollywood Arts", ma Sinjin, un ragazzo imbranato a cui stranamente era stato affidato il compito di tecnico, la colpì involontariamente con un riflettore facendole perdere la voce e il talento.
Questo però non è ciò che è successo tant'è che Jade racconta a Cat e agli altri la sua storia ovvero che Trina non ha e non aveva nessun talento e durante la prova di ammissione aveva dimostrato ai giudici di non sapere né ballare e né cantare, venendo presa in giro per le sue scarse capacità. In seguito lei aveva usato del gas soporifero per far addormentare gli insegnanti e nel frattempo si era messa dei voti positivi. Beck invece nega entrambe le versioni, raccontando che Trina aveva fatto un pessimo provino, perché ovviamente non aveva nessuna grande capacità per essere ammessa alla "Hollywood Arts", ma dopo che i giudici la presero in giro, li sfidò a combattere contro di lei a mani nude e se avessero perso lei sarebbe stata ammessa comunque nella scuola; essi accettarono, ma pugno dopo pugno vennero battuti tutti e Trina fu ammessa.
Intanto, Tori e Robbie sono bloccati al Nozu, poiché dopo aver mangiato lì Robbie si accorge di aver dimenticato il portafogli a casa, e Tori non aveva i soldi con sé perché Robbie le aveva promesso che avrebbe pagato lui. Rimangono tutto il giorno bloccati lì e dopo aver tagliato un sacco di chili di calamari vengono liberati, ma accidentalmente Robbie fa cadere i piatti e Tori, dato che non aveva fatto nulla, lo lascia da solo a massaggiare i piedi di Kwakoo.
Nel frattempo, alla "Hollywood Arts" i ragazzi che hanno lezione insieme a Sikowitz continuano a chiedersi come Trina possa essere stata ammessa alla scuola e si fanno raccontare dal loro insegnante tutta la storia: Sikowitz si trovava da solo all'audizione di Trina in preda ad allucinazioni a causa di un succo di cocco andato a male; scambiando le sue allucinazioni per degli effetti speciali di Trina, Sikowitz ammette la ragazza alla Hollywood Arts.

## Tori ai Platinum Music Awards (parte 1 e parte 2)
- Titolo originale: Tori Goes Platinum
- Diretto da: Steve Hoefer
- Scritto da: Dan Schneider e Christopher J. Nowak

### Trama
Tori vince una gara per esibirsi ai Plantium Music Awards, ma Mason Thornesmith e il suo team vogliono stravolgere il suo look e il suo carattere, facendole indossare abiti orribili e assumere atteggiamenti acidi. Tori non dice niente all'inizio, ma Beck finisce per scoprire il suo segreto e le suggerisce di smetterla, incoraggiandola a farsi conoscere al mondo come quella che è, senza vestire personalità false. Intanto, Jade continua a nutrire gelosia per Tori perché ha vinto la gara. Mason non accetta il fatto che Tori non vuole più atteggiarsi come una scandalosa rockstar aggressiva, così dà la parte a Jade, che invita tutti i ragazzi allo spettacolo, a parte Tori. Beck va a casa della ragazza per consolarla, e sta per baciarla, ma lei lo rifiuta per rispetto di Jade. Jade, vedendo ciò che è successo tramite videochat, restituisce la parte a Tori e le permette di cantare davanti a tutto il mondo.
- Canzoni presenti: "Make It In America" (Victoria Justice)

## Ponnie la pazza
- Titolo originale: Crazy Ponnie
- Diretto da: Clayton Boen
- Scritto da: Dan Schneider e Warren Bell

### Trama
Tori trova in bagno una ragazza di nome Ponnie che cerca di presentare a i suoi amici, ma ogni volta Ponnie sparisce fino al punto da far impazzire Tori. Così con l'aiuto di alcuni militari conoscenti, quest'ultima riesce a catturare Ponnie e a scoprire che lei è una ex studentessa della Hollywood Arts, il cui vero nome è Fawn Lebawitz, che, come sostiene lei, ha dovuto lasciare per far entrare Tori, anche se in realtà è stata cacciata perché era pazza, così aveva deciso di vendicarsi. La puntata finisce con Tori e un'influenzata Trina che vengono accompagnate a casa da un poliziotto, in macchina, che in realtà è Ponnie.
- Guest star: Jennette McCurdy (Ponnie la pazza/Linda, Fawn Lebawitz e poliziotta)

## La squadra delle bionde
- Titolo originale: The Blonde Squad
- Diretto da: Steve Hoefer
- Scritto da: Dan Schneider e Warren Bell

### Trama
Tori, Jade e Cat decidono di andare da Nozu dopo un'intera giornata di riprese del nuovo film di Beck, "La squadra delle bionde", ma continuano a rimanere con le parrucche bionde e le lenti a contatto azzurre perché Tori vuole sapere cosa si prova a essere bionda. Cat incontra un ragazzo di nome Evan Smith e, dopo aver parlato con lui per cinque ore, dimentica di dirgli di avere i capelli rossi e gli occhi scuri. Quando Cat racconta a Robbie di Evan, il ragazzo si ingelosisce. Jade scopre che Evan ha un debole per le bionde e non ama chi finge di essere qualcun altro. Robbie improvvisamente dichiara che Cat è fantastica e che chiunque sarebbe fortunato a uscire con lei. Dopo che Evan scopre che Cat è in realtà una rossa, le dice che è bellissima, ma che lui preferisce le bionde. Cat ha il cuore spezzato, ma Robbie le canta una canzone per consolarla. Quando quest'ultimo finisce di cantare, Cat gli dice che ha pensato di tingersi i capelli di biondo.
- Canzoni presenti: "I Think You're Swell" (Matt Bennett)